# Samuel Locke Sawyer

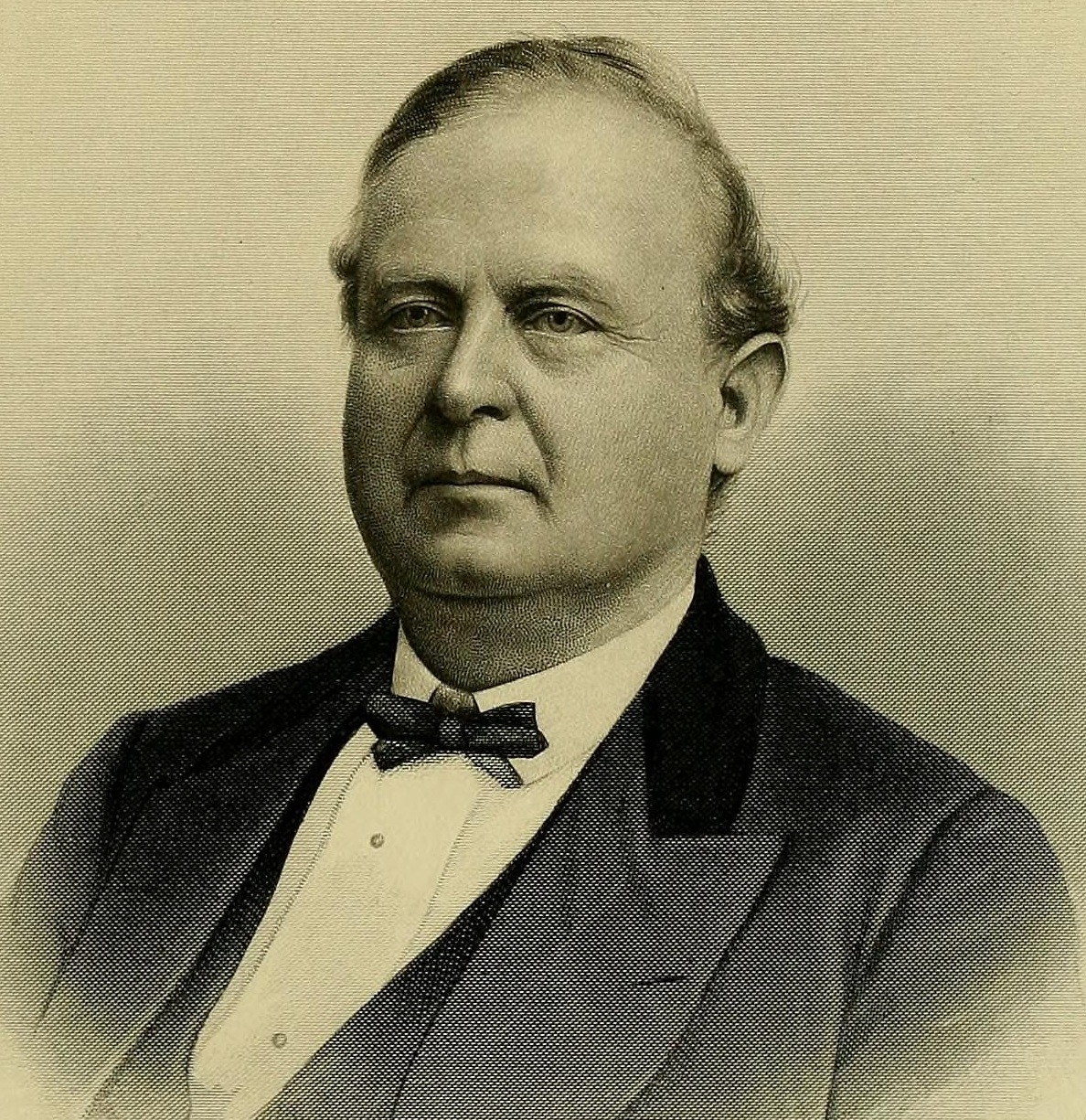
Samuel Locke Sawyer

Samuel Locke Sawyer (* 27. November 1813 in Mount Vernon, Hillsborough County, New Hampshire; † 29. März 1890 in Independence, Missouri) war ein US-amerikanischer Politiker. Zwischen 1879 und 1881 vertrat er den Bundesstaat Missouri im US-Repräsentantenhaus.

## Werdegang
Samuel Sawyer studierte bis 1833 am Dartmouth College in Hanover. Nach einem anschließenden Jurastudium und seiner 1836 erfolgten Zulassung als Rechtsanwalt begann er ab 1838 in Lexington (Missouri) in diesem Beruf zu arbeiten. Zwischen 1848 und 1856 war er Staatsanwalt im sechsten Gerichtsbezirk von Missouri. Im Jahr 1861 war er Delegierter zu der Versammlung, auf der der Verbleib des Staates bei der Union beschlossen wurde. Politisch war Sawyer damals Mitglied der Demokratischen Partei. Zwischen 1871 und 1876 fungierte er als Richter im 24. Gerichtsbezirk von Missouri.
Bei den Kongresswahlen des Jahres 1878 wurde er als unabhängiger Demokrat im achten Wahlbezirk von Missouri in das US-Repräsentantenhaus in Washington, D.C. gewählt, wo er am 4. März 1879 die Nachfolge von Benjamin Joseph Franklin antrat. Da er im Jahr 1880 auf eine erneute Kandidatur verzichtete, konnte er bis zum 3. März 1881 nur eine Legislaturperiode im Kongress absolvieren. Nach seinem Ausscheiden aus dem US-Repräsentantenhaus praktizierte Sawyer wieder als Anwalt; außerdem stieg er in das Bankgewerbe ein. Er starb am 29. März 1890 in Independence, wo er auch beigesetzt wurde.